# روبرت لوروا كوشران
روبرت لوروا كوشران هو دبلوماسي وسياسي أمريكي، ولد في 28 يناير 1886 في أفوكا في الولايات المتحدة، وتوفي في 23 فبراير 1963 في لنكن في الولايات المتحدة. نشط حزبياً في الحزب الديمقراطي. وقد انتخب حاكم نبراسكا ‏.